# DHB-Pokal 1975
Der DHB-Pokal 1975 war die erste Austragung des Handballpokalwettbewerbs der Herren. Das Finale fand am 9. Mai 1975 vor etwa 1500 Zuschauern statt. Sieger des Endspiels wurde der TSV Grün-Weiß Dankersen.

## Modus
Es gab keine Vorrundenspiele – der Finalist und die Halbfinalisten der Deutschen Meisterschaft 1975 bestritten direkt die Pokalrunde.

## Ausscheidungsspiele der Halbfinalisten
Mit 30:29 Toren zog die Mannschaft vom TSV 1896 Rintheim in das Endspiel um den DHB-Pokal ein.
| Datum | Team 1            | Team 2            | Ergebnis |
| ----- | ----------------- | ----------------- | -------- |
| TBA   | TuS Hofweier      | TSV 1896 Rintheim | 19:18    |
| TBA   | TSV 1896 Rintheim | TuS Hofweier      | 12:10    |

## Finale
Das Finalspiel um den DHB-Pokal wurde am 9. Mai 1975 zwischen dem TSV Grün-Weiß Dankersen und dem TSV 1896 Rintheim vor etwa 1500 Zuschauern in Minden ausgetragen. Den Pokal sicherte sich zum ersten Mal in der Vereinsgeschichte die Mannschaft vom TSV Grün-Weiß Dankersen, die das Team vom TSV 1896 Rintheim mit 15:14 besiegte.
| Datum       | Team 1                  | Team 2            | Ergebnis |
| ----------- | ----------------------- | ----------------- | -------- |
| 9. Mai 1975 | TSV Grün-Weiß Dankersen | TSV 1896 Rintheim | 15:14    |